# Stefanie Fleckenstein
Stefanie Fleckenstein (Whistler, 6 settembre 1997) è una sciatrice alpina canadese.

## Biografia
Attiva in gare FIS dal dicembre del 2013, in Nor-Am Cup la Fleckenstein ha esordito il 13 dicembre 2014 a Panorama in slalom speciale (10ª) e ha colto il primo podio il 13 dicembre 2015 nella medesima località in supergigante (3ª). Ha debuttato in Coppa del Mondo il 2 dicembre 2016 a Lake Louise in discesa libera (51ª) e il 7 dicembre successivo ha ottenuto, nelle medesime località e specialità, la sua prima vittoria in Nor-Am Cup. È inattiva per infortunio dal dicembre del 2023; non ha preso parte a rassegne olimpiche o iridate.

## Palmarès

### Mondiali juniores
- 1 medaglia:
  - 1 oro (gara a squadre a Åre 2017)

### Coppa del Mondo
- Miglior piazzamento in classifica generale: 94ª nel 2023

### Coppa Europa
- Miglior piazzamento in classifica generale: 84ª nel 2023
- 1 podio:
  - 1 terzo posto

### Nor-Am Cup
- Miglior piazzamento in classifica generale: 2ª nel 2022
- Vincitrice della classifica di discesa libera nel 2022
- 24 podi:
  - 3 vittorie
  - 8 secondi posti
  - 13 terzi posti

#### Nor-Am Cup - vittorie
| Data            | Località    | Paese  | Specialità |
| --------------- | ----------- | ------ | ---------- |
| 7 dicembre 2016 | Lake Louise | Canada | DH         |
| 8 dicembre 2021 | Lake Louise | Canada | DH         |
| 9 dicembre 2021 | Lake Louise | Canada | DH         |

Legenda:

DH = discesa libera

### South American Cup
- Miglior piazzamento in classifica generale: 4ª nel 2024
- Vincitrice della classifica di supergigante nel 2024
- 3 podi:
  - 3 vittorie

#### South American Cup - vittorie
| Data              | Località | Paese | Specialità |
| ----------------- | -------- | ----- | ---------- |
| 26 settembre 2023 | Corralco | Cile  | DH         |
| 28 settembre 2023 | Corralco | Cile  | SG         |
| 29 settembre 2023 | Corralco | Cile  | SG         |

Legenda:

DH = discesa libera

SG = supergigante

### Campionati canadesi
- 3 medaglie:
  - 1 oro (discesa libera nel 2017)
  - 1 argento (discesa libera nel 2016)
  - 1 bronzo (slalom gigante nel 2022)